# Rare Poultry Society
La Rare Poultry Society, créée en 1969, est un club de races britannique voué à la protection et à la promotion des races de volailles rares, qu’elle définit comme des races ne disposant pas de leur propre club au Royaume-Uni. La lettre d'information trimestrielle du club a été utilisée comme source pour plusieurs livres sur les races rares au Royaume-Uni.

## Voir également
- Poultry Club of Great Britain
- Race rare